# 舵落口站 (国铁)
舵落口站位于湖北省武汉市硚口区舵落口，建于1958年。距武昌站32公里，距丹江站405公里。现为二等站。客运办理旅客乘降;不办理行李、包裹托运;货运仅办理专用线、专用铁道整车货物发到。